# Blimbing (Boja)
Blimbing is een bestuurslaag in het regentschap Kendal van de provincie Midden-Java, Indonesië. Blimbing telt 2189 inwoners (volkstelling 2010).